# Улица Луја Адамича
| Улица Луја Адамича | Улица Луја Адамича        |
| ------------------ | ------------------------- |
|                    |                           |
| Општина            | Нови Београд              |
| Почетак            | Булевар Маршала Толбухина |
| Крај               | Жарка Миладиновића        |
| Дужина             | 600 (главна траса) m      |
| Ширина             | 6 m                       |
|                    |                           |
|                    |                           |
| Улица Луја Адамича |                           |

Улица Луја Адамича налази се у централном делу ГО Нови Београд, Београд. Једна је од најстаријих улица у Новом Београду, формирана приликом изградње насеља "Павиљони" 1950-тих година. 

## Траса
Улица Луја Адамича почиње од раскрснице са Булеваром маршала Толбухина, пружа се праволинијски, сече улицу Џона Кенедија, и завршава на раскрсници са улицом Жарка Миладиновића. Представља границу између блокова 7 и 7а, као и 8а и 7а. Међутим, својим бочним крацима залази у ове блокове, највише у блок 8а.

## Име улице
Улица носи име Луја Адамича (1898−1951), америчког књижевника, преводиоца и публицисте словеначког порекла. Рођен је у Словенији, а емигрирао у САД са 15 година. Радио је као новинар, објављивао сопствене билтене и био је оснивач и први председник Удруженог одбора америчких Југословена. Главне теме његових дела биле су исељеништво, као и социјални и политички проблеми у САД. Током Другог светског рата подупирао је Народноослободилачки покрет Југославије.

## Значајни објекти
На бр. 4 у улици Луја Адамича налази се основна школа "Надежда Петровић" (изворно "Жикица Јовановић Шпанац"), на бр. 26б се налази Школа страних језика "St. Valentine", на бр. 24 се налази Спортско удружење особа са инвалидитетом Нови Београд, на бр. 26д је Центар за исхрану Лило, на бр. 8 је дечја играоница Хип Хоп. 
Поред тога, у улици се налазе продавнице, услужне делатности, кафићи и др. 

## Саобраћај
Улицом Луја Адамича пролазе возила градског превоза, али само малим, почетним делом, који функционише као део окретнице "Нови Београд − Павиљони", а опслужен је линијама ГСП−а бр. 16, 81, 81л, 607, 612, 613 и 711.